# Benedykt Szymański
Benedykt Szymański-Szerman (ur. 12 maja 1898, zm. 17 lutego 1963) ps. „Wąsacz” – pułkownik WP.

## Życiorys
Urodził się we wsi Biały Dunajec. Szkołę podstawową ukończył w Zakopanem, a gimnazjum w Tarnowie. Został zmobilizowany do armii austriackiej. We wrześniu - grudniu 1916 ukończył szkołę oficerską karabinów maszynowych w Milowicach koło Pragi w czerwcu - lipcu 1928 szkołę oficerów piechoty w Opawie. W czasie I wojny światowej walczył m.in. na froncie rumuńskim i włoskim. Był wielokrotnie ranny.
Po zakończeniu działań wojennych ukończył studia medyczne we Lwowie (1921-24). W 1924 roku został asystentem 3 Kliniki Wewnętrznej Uniwersytetu w Wilnie. W latach 1928–32 był ordynatorem Towarzystwa Przeciwgruźliczego. Od 1932 do 1939 roku pracował jako lekarz prywatny w Wilnie. Po wybuchu II wojny światowej został lekarzem woskowym. Był ranny we wrześniu 1939. Został skierowany na leczenie do Wilna. Następnie został tam kierownikiem II Polikliniki XIII Ambulatorium.
Najprawdopodobniej po aresztowaniu w 1940 został zwerbowany przez Ludowy Komisariat Bezpieczeństwa Państwowego i otrzymał pseudonim „Wąsacz” (Usacz). Po zmianie nazwiska z Szerman na Szymański od sierpnia 1941 organizował grupy partyzanckie na Białorusi. W 1943 walczył w sowieckich oddziałach partyzanckich. Został naczelnikiem wojenno-sanitarnej służby Zjednoczonych Baranowickich Partyzantów. W październiku 1944 został oddelegowany przez ZG ZPP w Moskwie do Wilna, gdzie pełnił funkcje naczelnika Wydziału Wojskowego ZPP i pełnomocnika ZPP na Białorusi. W Wilnie znany był pod nazwiskiem Benedykt Szerman Markowicz. Po oficjalnej likwidacji Wydziału Wojskowego, w marcu 1945 został mianowany wiceprzewodniczącym ZR ZPP w Wilnie.
W następnych latach służby wojskowej awansował od stopnia kaprala do stopnia pułkownika w 1944. Po przyjeździe do Polski centralnej latem 1945 został skierowany do Bydgoszczy w celu pełnienia dalszej służby wojskowej w Pomorskim Okręgu Wojskowym. W 1945 polskie służby bezpieczeństwa wszczęły wobec niego agenturalne rozpracowanie, które dotyczyło wszystkich pracowników Wydziału Wojskowego ZR ZPP w LSRS. Po powrocie do kraju tworzyli oni według polskich służb bezpieczeństwa, zwartą grupę która stanowiła potencjalne niebezpieczeństwo dla władz komunistycznych. Posądzano go o kontakt z byłymi członkami AK, legalizowanymi przez niego w Wilnie oraz o zbieranie informacji o sowieckich oficerach w Pomorskim Okręgu WP. Z obowiązku służby został zwolniony dnia 1 stycznia 1956 roku.